# 3. slovenská futbalová liga
De 3. slovenská futbalová liga is de derde hoogste voetbalcompetitie in Slowakije. De competitie bestaat uit 32 teams die zijn verdeeld in een oost en west divisie. De kampioenen van beide divisies promoveren naar de 2. Liga. De twee clubs die als laatste zijn geëindigd degraderen naar de 4. slovenská futbalová liga. Het seizoen van 2022/23 is het eerste dat dit competitie format op deze manier wordt gebruikt. 
Fortuna liga · 2. liga · 3. liga · Lagere voetbaldivisies · Slovenský pohár · Slovenský superpohár · Česko-slovenský Superpohár · SFZ · Nationaal voetbalelftal
Albanië ·
België (tot 2016 / vanaf 2016) · 
Bulgarije ·
Cyprus · 
Denemarken · 
Duitsland · 
Engeland · 
Estland · 
Finland · 
Frankrijk · 
Georgië · 
Gibraltar ·
Griekenland · 
Italië · 
Ierland · 
Kroatië · 
Luxemburg · 
Nederland · 
Noord-Ierland · 
Noord-Macedonië · 
Noorwegen · 
Oekraïne · 
Oostenrijk · 
Polen · 
Portugal · 
Roemenië · 
Rusland · 
Schotland · 
Servië · 
Slovenië · 
Slowakije · 
Spanje (tot 2021 / vanaf 2021) · 
Tsjechië (Moravië / Bohemen) ·
Turkije · 
Wales · 
Zweden · 
Zwitserland